# CSS Queen of the West
El CSS Queen of the West, un vapor de ruedas laterales construido en Cincinnati en 1862, fue comprado por el Departamento de Guerra en 1862 y equipado como ariete para operaciones en el Misisipi junto con la Flotilla Occidental.

## Historial de servicio

### Servicio en la Unión
Comandado por el Coronel Charles Ellet, Jr., Queen of the West, el ariete Monarch y cinco cañoneras acorazadas se enfrentaron a la Flota de Defensa Fluvial Confederada en Memphis el 6 de junio de 1862. En la acción, la Queen of the West fue embestida y el Coronel Ellet herido de muerte; pero los barcos de la Unión destruyeron la flotilla del Sur y ganaron el control del Misisipi hasta Vicksburg.
El 15 de julio, Queen of the West, Carondelet y Tyler se enfrentaron al carnero acorazado confederado CSS Arkansas en el río Yazoo. El carnero del sur escapó al Misisipi y, gravemente dañado, encontró refugio bajo las baterías del sur en Vicksburg. Una semana después, Queen of the West y el USS Essex atacaron de nuevo al Arkansas, a pesar de los cañones sureños. Essex navegó a través de una lluvia de proyectiles más allá de las baterías de la costa y se unió a los barcos del almirante Farragut debajo de Vicksburg, y la "árida" Queen of the West embistió Arkansas antes de reunirse con los barcos de la Flotilla Occidental sobre la fortaleza del río.
En los meses siguientes, Queen of the West continuó apoyando las operaciones contra Vicksburg. El 19 de septiembre, mientras escoltaba dos transportes de tropas, tuvo un breve enfrentamiento con la infantería y la artillería confederadas sobre Bolivar, Misisipi. Al finalizar el año, estaba ocupada limpiando el Yazoo de minas y enfrentándose a las baterías confederadas en Drumgold's Bluff.
El 2 de febrero de 1863, después de embestir pero no hundir al vapor confederado CSS City of Vicksburg bajo los cañones de la fortaleza, Queen of the West combatió incendios en la proa y cerca de su timón de estribor y se retiró río abajo. Al día siguiente, desembarcó y capturó los vapores confederados O. W. Baker, Moro y Berwick Bay. El día 12 ascendió por el río Rojo y entró en Atchafalaya, donde un grupo de desembarco destruyó los vagones del ejército confederado.
El día 14, Queen of the West capturó el vapor Era No. 5 a unas 15 millas sobre la desembocadura del río Negro y continuó río arriba en busca de tres barcos reportados en Gordon's Landing. Tomada bajo un intenso fuego por las baterías de la costa, encalló mientras intentaba retroceder río abajo directamente bajo los cañones confederados que la golpearon hasta que la tripulación abandonó el barco y la formidable embarcación cayó en manos de los confederados.

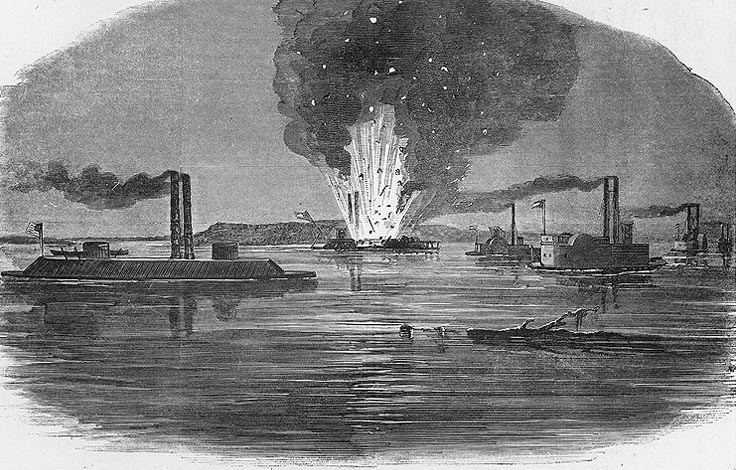
El Queen of the West y el Webb explotan el Indianola.

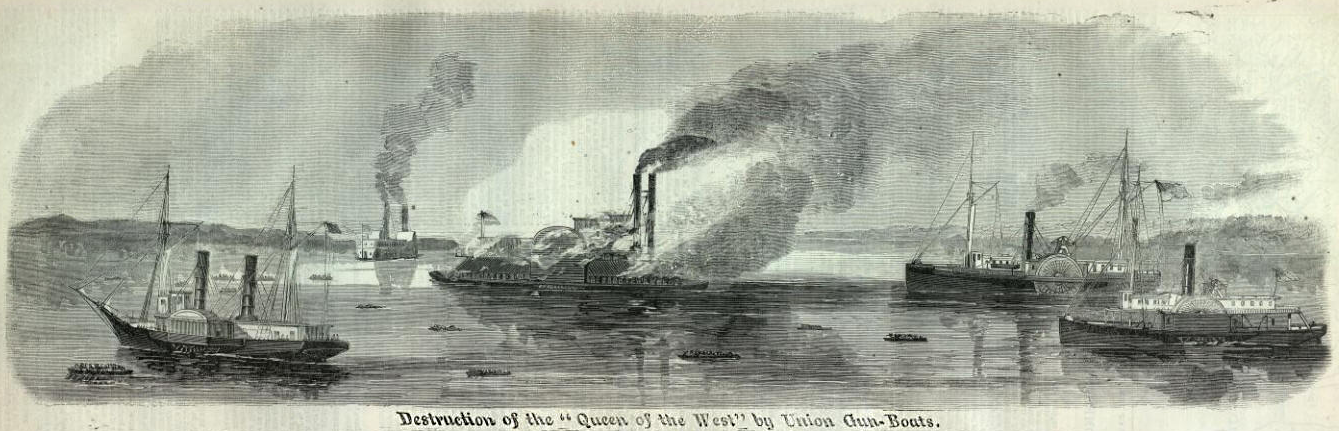
Los buques unionistas destruyen el CSS Queen of the West.

### Servicio en los Estados Confederados de América
El Queen of the West operó a partir de entonces bajo el mando del Ejército Confederado. Junto con otro carnero confederado, Webb, forzó la rendición del USS Indianola frente al río Rojo el 24 de febrero. El 14 de abril de 1863 fue atacada en el río Atchafalaya, Luisiana, por los barcos de la Unión Estrella, Calhoun y el Arizona. Un proyectil del Calhoun prendió fuego al algodón del Queen of the West y sus restos en llamas flotaron río abajo durante varias horas antes de aterrizar y explotar.